# テレクロス
テレクロス（古希: Τήλεκλος、古代ギリシア語ラテン翻字: Teleklos、在位：紀元前760年-紀元前740年）はアギス朝のスパルタ王である。
テレクロスは先代の王アルケラオスの子であり、次代の王アルカメネスの父である。テレクロスの治世においてスパルタはアミュクレス、ファリス、ゲラントライなどを征服した。テレクロスはアテネ神殿での祭典の時にメッセニア人との小競り合いで殺害され、この出来事は第一次メッセニア戦争の原因の一つとなった。

## 註
1. ↑  ヘロドトス, VII. 20
2. ↑  パウサニアス, III. 2. 6
3. ↑  ibid, IV. 4. 2